# Villamañán (kommunhuvudort)
Villamañán är en kommunhuvudort i Spanien.   Den ligger i provinsen Provincia de León och regionen Kastilien och Leon, i den nordvästra delen av landet, 260 km nordväst om huvudstaden Madrid. Villamañán ligger 762 meter över havet och antalet invånare är 1 252.
Terrängen runt Villamañán är platt. Runt Villamañán är det ganska glesbefolkat, med 26 invånare per kvadratkilometer. Närmaste större samhälle är Valencia de Don Juan, 6,2 km sydost om Villamañán. Trakten runt Villamañán består till största delen av jordbruksmark.